# Paul Heinrich Dietrich von Holbach

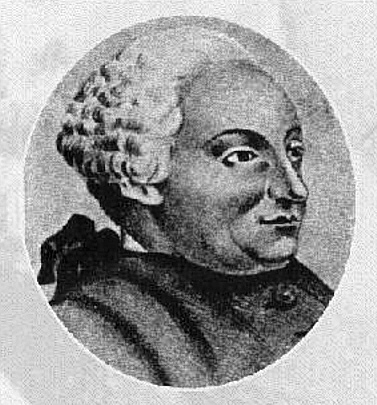
Holbach

Paul Heinrich Dietrich von Holbach (8. prosince 1723, Edesheim, Německo – 21. ledna 1789, Paříž, Francie), francouzsky zvaný d’Holbach, byl německo-francouzský přírodovědec doby osvícenství, představitel filozofie mechanistického materialismu a radikální ateista. Je všeobecně považován za hlavního systematika francouzského materialismu.

## Život a názory
Narodil se v německém Edesheimu, jeho matka byla dcerou biskupského výběrčího daní. Otec Johann Jakob Thiry byl vinař. Pobyt mladého Paula na univerzitě v Leidenu, kde studoval právo a přírodní vědy, financoval jeho strýc, burzovní spekulant Franz Adam Holbach. Po strýci zdědil Paul značný majetek spolu s titulem barona a další jmění vyženil sňatkem s prvou i druhou ženou. Veliký majetek ho nejen doživotně zajistil, ale umožnil mu i otevřít ve svém pařížském domě v ulici rue Royale Saint-Roche (nyní Rue des Moulins) proslulý salon, který mezi léty 1750–1789 představoval opravdové středisko francouzského osvícenství a stal se pravidelným místem schůzek francouzských encyklopedistů. Účastníky schůzek, které se konaly zpravidla dvakrát do týdne, byli mj. Denis Diderot, Helvétius, d'Alembert a další.
K Holbachovým přátelům a návštěvníkům patřili Jean Jacques Rousseau, Edward Gibbon, Adam Smith, David Hume, Laurence Sterne, Benjamin Franklin, Joseph Priestley, Cesare Beccaria a mnoho jiných. Holbachův dům představoval středisko, které v mnohém zastupovalo a převyšovalo soudobé učené společnosti. Holbachova knihovna údajně čítala přes 3000 svazků. Pro Encyklopedii napsal nebo přeložil velké množství článků z oboru politiky, metalurgie, chemie, geologie, mineralogie. Překládal různé vědecké spisy, převážně z rodné němčiny. Vynikl však především jako filozof. Nehledal literární proslulost, ani nechtěl být mučedníkem. Jeho díla vycházela anonymně nebo pod vypůjčenými jmény. Většinou byla vydávána v Holandsku, ale často s falešným udáním místa vydání. Články v Encyklopedii podepisoval šifrou.
Pod Diderotovým vlivem se stal materialistou, ovlivnilo jej též dílo Johna Tolanda a Jeana Mesliera. V roce 1766 vydal spis Odhalené křesťanství, ve kterém se vzdal deismu a poprvé zaútočil na v té době dominantní náboženství. Holbach napadl zažité klišé o křesťanství jakožto nositeli morálních hodnot. Ve svém dalším významném díle Zdravý rozum (1772) prohlašuje teologii za „ustavičnou urážku zdravého rozumu“. Vznik náboženství chápal jako výmysl kněží a produkt lidského strachu a nevědomosti. Jeho přátelé mu dali přezdívku „osobní nepřítel boha". Dle některých badatelů je geniální ateista Wolmar z Rousseauova románu Julie aneb Nová Heloisa (1761) zobrazením Holbacha.
V roce 1770 vydal svoje hlavní dílo Systém přírody. Kniha vyšla údajně v Londýně, ve skutečnosti v Amsterodamu. Jako autor je uveden Jean-Baptiste de Mirabaud, někdejší tajemník Francouzské akademie, který však byl již několik let mrtev († 1760). O Holbachově autorství nevěděli ani jeho blízcí přátelé. V tomto spisu, který je považován za bibli mechanistického materialismu, vyložil Holbach nejsystematičtěji své názory. Nestvořená, věčná příroda je hmotné povahy, je to souhrn materiálních částic, které jsou v neustálém pohybu a které jsou uspořádané podle rozličných stupňů, řádů a systémů. Pohyb je jediným činitelem změn, spojení, forem a kombinací, jimž podléhá hmota, a kromě něho není žádné jiné příčiny vzniku a zániku. Mechanické zákonitosti ovládají nejen pohyby materiálních částic, ale i dění v oboru biologie a nakonec i ve společenské oblasti. Člověk je součástí přírody a je podroben jejím zákonům. Duševní schopnosti člověka nejsou závislé na jeho „duši", nýbrž jsou výsledkem určitého uspořádání lidského těla. Výjimky z universální determinovanosti přírodního dění nemohou existovat; nejsou tedy možné zázraky a „náhoda" znamená pouze něco, čeho příčiny jsou neznámé. V gnoseologii byl Holbach senzualista. Celý psychický život má své kořeny ve smyslovém vnímání. Odmítal agnosticismus, věřil v poznatelnost světa.
V oblasti etiky se Holbach snažil zformulovat principy vědecké ateistické morálky, jejímž cílem je zabezpečit lidem co nejvíce štěstí (utilitarismus). „Člověk je dílo přírody, existuje v přírodě, podléhá jejím zákonům, nemůže se z ní vymanit, nemůže z ní vypadnout, ani myšlenkou ne ... Pro bytost utvořenou přírodou a jí omezovanou neexistuje nic kromě velkého celku, jehož je částí a jehož vlivy pociťuje." (Systém přírody, 1770) Člověk nežije osamoceně, a proto se musí snažit zabezpečit štěstí i druhým lidem, kteří jsou schopni zase pomáhat jemu. Zkušenost ukazuje, co je pro lidské bytosti užitečné a co jim přináší slast. Při zkoumání zásad morálního jednání není třeba vycházet z náboženské morálky, nýbrž z morálky lidské a společenské, která vyhovuje světu, v němž žijeme, kde stačí rozum a zkušenost k tomu, aby vedly k pozemskému štěstí. Etiku definoval jako „vědu o vztazích mezi lidmi a o povinnostech, které z těchto vztahů vyplývají. Nebo – chcete-li – morálka je poznáním toho, co rozumné a rozumové bytosti nutně musí konat, nebo čemu se musí nutně ve svém konání vyhýbat, chtějí-li se zachovat a šťastně žít ve společnosti." (Univerzální morálka, 1776)
Víra v Boha je největší překážkou toho, aby lidské národy žily mravným a kvalitním životem. Náboženská morálka je v protikladu k přirozené morálce v tom smyslu, že omezuje používání rozumu, ruší svobodu, podporuje tyranskou moc vládců a ospravedlňuje otroctví poddaných. Náboženská víra vede ke konfliktům, protože lidé následkem různosti svých temperamentů dospívají k různým představám o bohu a mají tendenci považovat je za jedině správné. Všechny teologické předpoklady jsou fikce; nerozumnost náboženských postojů se šíří i do jiných oblastí, a vtahuje tak člověka stále více do iracionalismu. Podle Holbacha ateista je „člověk, který ničí chiméry, škodlivé lidskému pokolení, aby zavedl lidi zpět k přírodě, ke zkušenosti, k rozumu." (Systém přírody, 1770)
Proti všem, kdo hájí víru v Boha, protože je podle jejich názoru spásná a utěšující, Holbach zdůrazňoval, že omyl nemůže být nikdy lepší než pravda. Lidé se nemají oddávat iluzím. Byl odpůrcem uctívání „tradičních hodnot", které se halí do posvátného hávu a o nichž není radno pochybovat. „Uznávat něco bez přezkoumání pouze proto, že to uznávat máme, znamená být zbabělý a důvěřivý" (Dopisy Evženii, 1768). Jako ostatní osvícenci viděl i Holbach zdroj všeho zla v omylech, předsudcích a nedostatečném vzdělání. Moderní je jeho požadavek lepšího vzdělání pro ženy. Podobně jako Helvetius zdůrazňoval význam výchovy, která má řídit, nikoli rozněcovat vášně. Společným úkolem mravouky a politiky je zajistit, aby lidé žili v souladu s přírodním řádem.
Jeho politický názor byl poplatný době; kolísal mezi důvěrou v konstituční monarchii a v osvícenský absolutismus.
Nápravu poměrů očekával (shodně s Voltairem) především „shora", od osvícených vladařů. Pod vlivem Rousseaova spisu O společenské smlouvě (1762) lze však i v Holbachových dílech najít teze, že „žádná vládní moc není ospravedlněná, pokud nevzešla ze svobodné volby občanů" (Systém přírody, 1770) a „suverén je toliko ochráncem a depozitářem společenské smlouvy; má ji realizovat a nemůže požadovat právo ji zrušit či překračovat" (Společenský systém, 1773).
Systém přírody se setkal s velkým ohlasem a zuřivým nesouhlasem teologů. Vyvolal také ostrou polemiku mezi ateisty a deisty. Holbachovy ateistické názory kritizoval z pozice deismu nejen Voltaire, ale výhrady proti nekompromisnímu ateismu vyjádřil i d'Alembert, dávaje přednost pochybnosti před negací. Holbach zase vytýkal deistům, zvláště Voltairovi, že je dělí jen krok od pověrčivosti. Systém přírody a některé další Holbachovy práce pařížský parlament odsoudil ke spálení. Holbacha se to osobně nedotklo (nevydal je pod svým jménem); vedl bezúhonný rodinný a společenský život zámožného rentiéra. Zemřel v lednu 1789, nedlouho před vypuknutím Velké francouzské revoluce. Protože nebylo veřejně známo, že je autorem četných protináboženských spisů, mohl být církevně pohřben ve farním kostele svatého Rocha v Paříži, kde již byli pohřbeni Helvétius a Diderot.
Holbachovo jméno zůstalo do značné míry ve stínu jeho známějších současníků, Voltaira, Rousseaua, Diderota, Helvétia. Jeho dílo bylo negativně hodnoceno křesťanskými apologety, katolická církev zařadila Systém přírody a řadu dalších jeho děl na Index zakázaných knih. Příznivěji byly a jsou jeho práce oceňovány těmi, kteří mají kritický vztah k náboženským představám.

## Výroky
"Existuje věda, jejímž předmětem jsou pouze věci nepochopitelné. Na rozdíl od všech ostatních věd se zabývá pouze tím, co nelze vnímat smysly. Hobbes ji nazývá královstvím tmy. Tam platí úplně jiné zákony než na tomto světě obývaném smrtelníky. V této podivné říši je světlo tmou, všechno zřejmé se stává pochybným nebo klamným, nemožné se stává uvěřitelným, pravda je tu nespolehlivým průvodcem a zdravý rozum se mění v šílenství. Této vědě se říká teologie a tato teologie je nepřetržitou urážkou zdravého rozumu." (Zdravý rozum, 1772; § 2)
„Aby lidé poznali pravé zásady mravnosti, nepotřebují ani teologii, ani zjevení, ani boha. Potřebují pouze zdravý rozum, potřebují se pouze obrátit do sebe, uvažovat o své přirozenosti, zvážit své skutečné zájmy, přemýšlet o cíli společnosti a všech členů, kteří ji tvoří, a zjistí snadno, že ctnost je ku prospěchu a neřest ke škodě všech lidských bytostí. Vyložme lidem, že mají být spravedliví, dobří, umírnění a družní ne proto, poněvadž to jejich bohové vyžadují, ale poněvadž je třeba zalíbit se svým bližním. Vyložme jim, že je třeba vyvarovat se neřestí a zločinů ne proto, poněvadž budeme za to pykat na onom světě, ale poněvadž budeme trestáni na tomto světě.“ (Zdravý rozum, 1772; z předmluvy)
„Ke každému národu na této zeměkouli bůh promlouval jinak. Ind nevěří ani slovu z toho, co bůh řekl Číňanovi, mohamedán pokládá za bajky vše, co řekl křesťanovi. Žid považuje mohamedána i křesťana za rouhavé hanobitele posvátného zákona, který bůh zvěstoval jeho praotcům. Křesťan se honosí svým pozdějším, novým zjevením a dává do klatby jak Číňany, tak Indy a mohamedány a dokonce i Židy, od nichž má svaté knihy. Kdo tedy má pravdu a kdo z nich se mýlí? Každý prohlašuje: Já mám pravdu. Každý uvádí stejné důkazy, každý vykládá o svých zázracích a věštbách, o svých mučednících a prorocích. Rozumný člověk jim odpoví, že jsou všichni stejně pošetilí, že bůh k nikomu nepromlouval, je-li opravdu duch, nemůže mít ani ústa, ani jazyk: že bůh všehomíra by mohl vnuknout svým stvořením vše, co si přeje, aby věděli, a nemusel by ani hovořit řečí obyčejných smrtelníků. Jelikož nikdo z lidí neví, jakou si má vytvořit představu o bohu, je zcela zřejmé, že bůh si nepřál poučit je o tom.
Přívrženci nejrůznějších náboženství se obviňují navzájem z pověrčivosti a rouhačství. Křesťané mají hrůzu z pověr pohanských, čínských i mohamedánských. Římští katolíci nazývají protestanty kacíři; tito zase neustále horlí proti katolickým pověrám. A všichni mají pravdu. Být rouhačem znamená urážet boha, jemuž se klaníme. Být pověrčivý znamená mít nesprávné představy o tomto bohu. Vyznavači různých náboženství, obviňujíce jeden druhého z pověrčivosti, podobají se hrbáčům, kteří si vyčítají navzájem své znetvořeniny.“ (Zdravý rozum, 1772; § 127)

## Dílo

### Spisy
- Le christianisme dévoilé, ou Examen des principes et des effets de la religion chrétienne (Odhalené křesťanství čili Zkoumání principů a následků křesťanského náboženství), napsáno v letech 1762–1765, publikováno v roce 1766[33]
- La Contagion sacrée, ou Histoire naturelle de la superstition (Posvátná nákaza čili Přirozené dějiny pověry), 1768
- Lettres à Eugénie, ou Préservatif contre les préjugés (Dopisy Evženii čili Ochrana před předsudky), 1768
- Théologie Portative, ou Dictionnaire abrégé de la religion chrétienne (Kapesní bohosloví čili Stručný slovník křesťanského náboženství), 1768 [česky 1957, slovensky 1962]
- Les Prêtres démasqués, ou Des Iniquités du Clergé chretien (Odhalení kněží čili Nespravedlnosti křesťanského duchovenstva), 1768
- Essai sur les préjugés, ou De l'influence des opinions sur les mœurs et le bonheur des hommes (Esej o předsudcích čili O vlivu víry na mravy a štěstí lidí), 1770
- Système de la nature, ou des Lois du monde physique et du monde moral (Systém přírody čili Zákonů duchovního a tělesného světa), publikoval v roce 1770 pod pseudonymem Mirabaud [slovensky 1955]
- Histoire critique de Jésus-Christ, ou Analyse raisonnée des évangiles (Kritická historie Ježíše Krista čili Rozbor evangelií z hlediska rozumu), 1770
- Tableau des Saints, ou Examen de l'esprit, de la conduite, des maximes et du mérite des personnages que le christiannisme révère et propose pour modèles (Galerie svatých čili Zkoumání ducha, jednání, zásad a zásluh těch osob, které křesťanství uctívá a předkládá jako vzory), 1770
- Le Bon Sens, ou Idées naturelles opposées aux idées surnaturelles (Zdravý rozum čili Přirozené představy v protikladu k představám nadpřirozeným), 1772 [česky 1959]
- Politique Naturelle, ou Discours sur les vrais principes du Gouvernement (Přirozená politika čili Rozprava o skutečných principech vlády), 1773
- Système Social, ou Principes naturels de la morale et de la Politique, avec un examen de l'influence du gouvernement sur les mœurs (Společenský systém čili Přirozené zásady morálky a politiky s kritickým pojednáním o vlivu vlády na mravy), 1773 [česky 1960]
- Ethocratie, ou Le gouvernement fondé sur la morale (Ethokracie čili Vláda založená na morálce), Amsterdam, 1776
- La Morale Universelle, ou Les devoirs de l'homme fondés sur la Nature (Univerzální morálka čili Lidské povinnosti založené na přírodě), 1776 en français, PDF file.
- Eléments de morale universelle, ou Catéchisme de la Nature (Principy univerzální morálky čili Katechismus přírody), 1790

### České a slovenské překlady
- D'HOLBACH, Paul Heinrich Dietrich. Systém prírody, alebo zákonov telesného a duchovného sveta: výber z diela. Bratislava: Slovenská akadémie vied, 1955. 280 s. Slovenská akadémia vied. Sekcia spoločenských vied.
- HOLBACH, Paul Heinrich Dietrich von. Kapesní bohosloví, čili, Stručný slovník křesťanského náboženství. 1. vyd. Praha: SNPL, 1957. 196 s.
- HOLBACH, Paul Heinrich Dietrich von. Zdravý rozum, neboli, Přirozené představy v protikladu k představám nadpřirozeným. 1. vyd. Praha: SNPL, 1959. 176 s.
- HOLBACH, Paul Heinrich Dietrich von. Společenský systém, neboli, Přirozené zásady morálky a politiky s kritickým pojednáním o vlivu vlády na mravy. 1. vyd. Praha: ČSAV, 1960. 387 s. Filosofická knihovna. Práce ČSAV. Sekce ekonomie, práva a filosofie.
- HOLBACH, Paul Heinrich Dietrich von. Vrecková teológia. 1. vyd. Bratislava: Vydav. polit. lit., 1962. 222 s.
- Francúzski osvietenci o náboženstve. 1. vyd. Bratislava: Slov. vydav. polit. lit., 1962. 462 s. [Obsahuje úryvky z Holbachových děl Listy Evženii, Zdravý rozum a Systém přírody.]
- Antológia z diel filozofov. Zv. 5. Novoveká empirická a osvietenská filozofia. Bratislava: Vydavateľstvo politickej literatúry, 1967. 543 s. [Obsahuje část 1. dílu Holbachova spisu Systém prírody, a to kapitoly: 4. (O zákonech pohybu), 6. (O človeku) a 8. (O intelektuálnych schopnostiach) – viz str. 399–424.]
- Encyklopedie aneb Racionální slovník věd, umění a řemesel. 1. vyd. Výbor pořídil a předmluvu napsal Albert Soboul. Přeložil Václav Jílek. Praha: Státní nakladatelství politické literatury, 1954. 164, [4] s. Živé odkazy. Ř. 2; Sv. 16. [Ukázka z Holbachova článku „Hutnictví" je otištěna na str. 62–64.]